# 퀸 엘리자베스 병원 (홍콩)

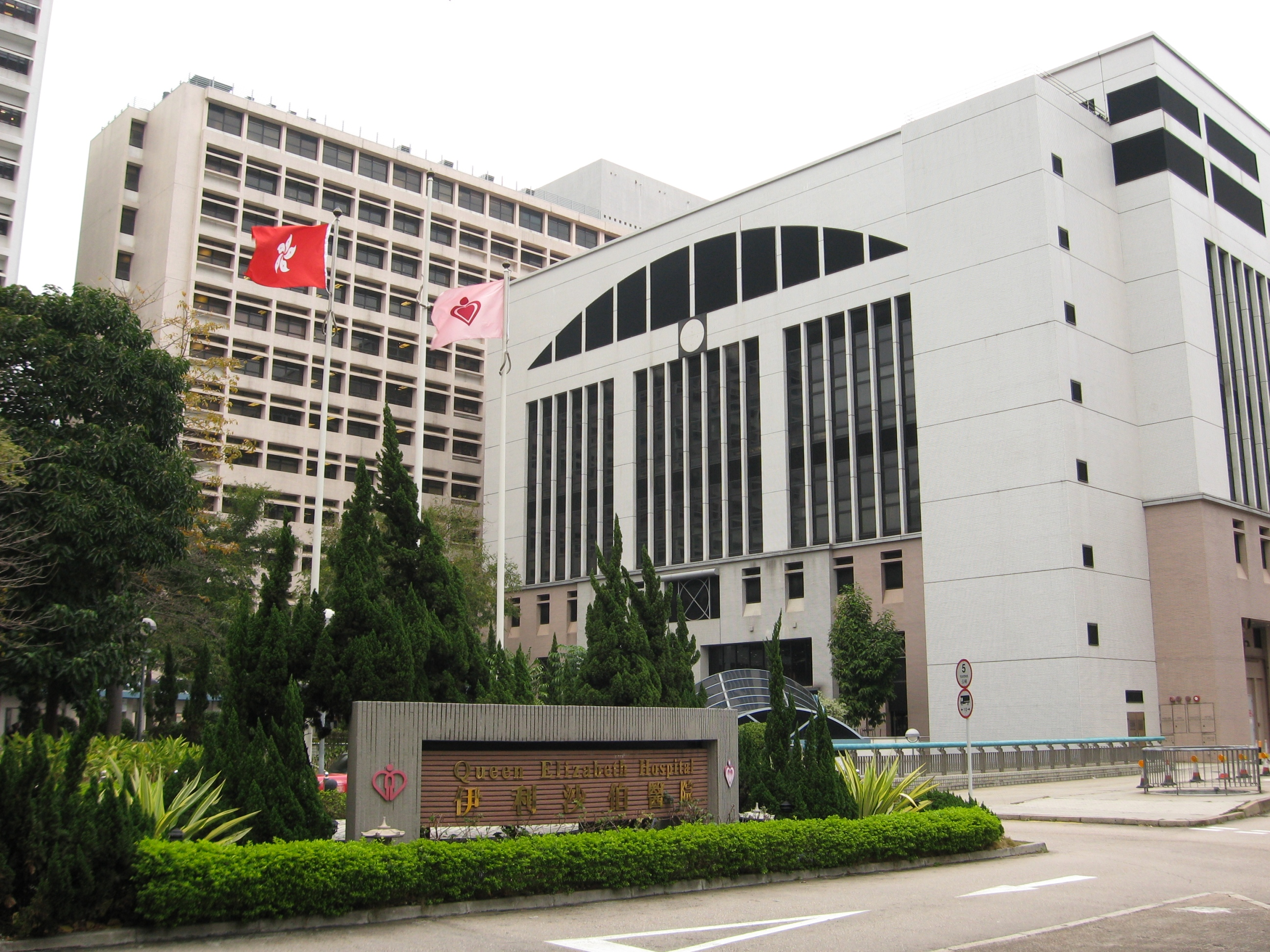
2008년 2월의 퀸 엘리자베스 병원

퀸 엘리자베스 병원(Queen Elizabeth Hospital, 伊利沙伯醫院)은 홍콩에서 가장 큰 종합병원들 중 하나로 엘리자베스 2세의 이름에서 따왔다. 퀸 엘리자베스 병원은 가우룽 남부의 주요한 3차 의료기관인데 병상은 1906석, 내외과의사 500명 이상, 직원 6850명이다. 퀸 엘리자베스 병원은 1963년 9월 6일 홍콩 총독 로버트 블랙에 의해 공식적으로 개관했는데 당시에는 영연방 최대의 종합병원으로 7030만 홍콩 달러의 비용이 들었다. 필립 공이 1959년 3월 7일 주춧돌을 세웠다. 퀸 엘리자베스 병원은 현재 가우룽 최대의 공공 병원이다.